# Nic się nie dzieje
Nic się nie dzieje – czwarty album polskiego duetu Ortega Cartel. W 2009 roku wytwórnia płytowa Asfalt Records wydała reedycję tego albumu.

## Lista utworów
| #  | Tytuł                      | Czas | Gościnnie          |
| -- | -------------------------- | ---- | ------------------ |
| 1  | „Turn Your Attention Away” | 0:52 |                    |
| 2  | „Bank napad”               | 2:42 |                    |
| 3  | „Ain't No Pepe 1”          | 1:06 |                    |
| 4  | „9”                        | 1:52 |                    |
| 5  | „Retrospekcje”             | 2:14 |                    |
| 6  | „Black Belt”               | 2:08 |                    |
| 7  | „Quadruple”                | 2:27 |                    |
| 8  | „Musisz klaskać”           | 3:03 | Reno               |
| 9  | „Nic się nie dzieje”       | 3:02 |                    |
| 10 | „Zico”                     | 1:18 |                    |
| 11 | „Ain't No Pepe 2”          | 0:53 |                    |
| 12 | „Mistrz dziś nie niszczy”  | 2:21 |                    |
| 13 | „Miejskie kroki”           | 2:30 |                    |
| 14 | „Czysta.33”                | 3:26 | Pierrot            |
| 15 | „Ain't No Pepe 3”          | 1:14 |                    |
| 16 | „Nimi”                     | 1:23 |                    |
| 17 | „At The Pub”               | 1:49 |                    |
| 18 | „Major League”             | 2:22 | The Jonesz & Urbek |
| 19 | „Służbowy numer”           | 2:16 |                    |
| 20 | „Zawsze po 23h00”          | 2:09 |                    |
| 21 | „Come Saturday Night”      | 1:16 | The Jonesz         |
| 22 | „Hamburg”                  | 1:11 |                    |
| 23 | „Fostex”                   | 0:41 |                    |
| 24 | „Lenary”                   | 3:47 | Finker             |
| 25 | „Ain't No Pepe 4”          | 1:20 |                    |
| 26 | „Sylwester skok przeżył”   | 2:07 |                    |
| 27 | „Szare pudło”              | 1:05 |                    |
| 28 | „Betonowy ponton”          | 1:36 |                    |
| 29 | „Wszystko prysło”          | 3:02 | Mielzky            |
| 30 | „Comes Back With The Gun”  | 1:54 |                    |
| 31 | „Undercover”               | 1:27 |                    |
| 32 | „Właściwe obroty”          | 0:40 |                    |
| 33 | „30 sekund”                | 3:19 |                    |
| 34 | „2x8”                      | 2:31 |                    |
| 35 | „Un Largo Adios”           | 5:24 |                    |